# هوليس كوبلاند
هوليس كوبلاند (بالإنجليزية: Hollis Copeland)‏ مواليد 20 ديسمبر 1955 في ترنتون، هو لاعب كرة سلة أمريكي معتزل. بدأ مسيرته الاحترافية في سنة 1979. تم اختياره من قبل فريق دنفر ناغتس خلال الدرافت. حمل الرقم 45. يبلغ طوله 6 قدم 6 بوصة (2.0 م). اعتزل اللعب في 1990.

## المسيرة الاحترافية
لعب مع نيويورك نيكس في موسم 1979–1980، ثم لعب مع نادي سرقسطة لكرة السلة في الدوري الإسباني في موسم 1980–1981، ثم لعب مع نيويورك نيكس في موسم 1981–1982.

## روابط خارجية
- هوليس كوبلاند على موقع إن بي أي (الإنجليزية)
- هوليس كوبلاند على موقع سبورتس رفرنس (الإنجليزية)
- هوليس كوبلاند على موقع كلية كرة السلة في سبورتس رفرنس.كوم (الإنجليزية)
- هوليس كوبلاند على موقع ريلجم (الإنجليزية)
- هوليس كوبلاند على موقع بروبوليرز (الإنجليزية)